# Шикидим (альбом)
«Шикидим» — дебютний студійний альбом українського співака Віктора Павлика виданий 1997 року на лейблі NAC. Був перевиданий в 1998 та ремастерінг в 2000 на JRC.

## Список композицій
| #   | Назва                       | Тривалість |
| --- | --------------------------- | ---------- |
| 1.  | «Шикидим»                   | 3:50       |
| 2.  | «Ти Подобаєшся Мені»        | 4:59       |
| 3.  | «Яна»                       | 3:37       |
| 4.  | «Остання Мить»              | 4:51       |
| 5.  | «Це - Не Сон»               | 4:18       |
| 6.  | «Ні Обіцянок, Ні Пробачень» | 5:02       |
| 7.  | «Лейла»                     | 3:48       |
| 8.  | «Пам'ятай»                  | 4:06       |
| 9.  | «Шу - Слово Ворожби»        | 4:37       |
| 10. | «Тільки Пісня»              | 3:48       |